# ماريو أند سونيك آت ذا أولمبيك غيمز
ماريو أند سونيك آت ذا أولمبيك غيمز (بالإنجليزية: Mario & Sonic at the Olympic Games) هي لعبة فيديو يابانية مرخصة من اللجنة الأولمبية الدولية، وهي من نوع الألعاب الجماعية، صدرت في الأسواق سنة 2007، وتحمل شعار دورة الألعاب الأولمبية 2008، حيث تشارك شخصيتان سونيك وسوبر ماريو، وتعمل على منصتي وي ودي إس، وهي من تطوير ستوديو سيغا سبورتس آر أند دي، ومن نشر سيغا.

## أسلوب اللعب
ماريو أند سونيك آت ذا أولمبيك غيمز عبارة عن مجموعة من أربعة وعشرين حدثًا تستند إلى الألعاب الأولمبية على وي، تتكون الأحداث من استخدام إمكانات مستشعر الحركة لوحدة وي ريموت ومرفق نونتشوك للتحكم في تصرفات الشخصية التي تظهر على الشاشة. يقوم اللاعب بتحريك وي ريموت عن بُعد بطريقة مشابهة للطريقة التي يتم بها لعب الألعاب المنفصلة في الحياة الواقعية؛ على سبيل المثال، تحريك وي ريموت لتكرار رمي المطرقة أو سحب جهاز التحكم عن بُعد وإمالة نونتشوك مثل القوس والسهم. في حين أن نونتشوك مطلوب للرماية، إلا أنه اختياري في معظم الأحداث. هناك أيضًا أحداث تتطلب جهداً جسدياً أكبر، مثل الأحداث الخمسة الجارية والتي تتطلب قرع طبول سريع لوحدة التحكم. يتم التحكم في بعض جوانب اللعبة بواسطة الكمبيوتر. على سبيل المثال، في تنس الطاولة، يتحكم وي في حركة اللاعب، بينما يتحكم اللاعب في تأرجح المضرب. نسخة دي إس هي نفسها في التصميم، ولكن نظرًا لنقص أدوات التحكم في الحركة، فإن أحداثها أقل تطلبًا من الناحية البدنية من تلك الموجودة على وي . على سبيل المثال، بدلاً من النقر على وي ريموت، يتعين على اللاعبين الضغط بسرعة على شاشة اللمس.
تجمع اللعبة بين شخصيتين من اللقب وأربعة عشر شخصًا آخر من كلا السلسلتين للمشاركة في بيئات تعتمد على الأماكن الرسمية لـ دورة الألعاب الأولمبية الصيفية لعام 2008 في بكين. تم تصميم هذه البيئات لتلائم أنماط الفن المستقبلية والشبيهة بالرسوم المتحركة لسلسلة سونيك وماريو على التوالي. كل شخصية قابلة للعب لها إحصائياتها الخاصة والتي يمكن أن تكون بمثابة ميزة أو عيب اعتمادًا على الحدث. تنقسم الشخصيات إلى أربع فئات: شاملة، وسرعة، وقوة، ومهارة. يحتوي إصدار وي على شخصيات إضافية داخل اللعبة مأخوذة من قناة مي الخاصة بوحدة التحكم، والتي تتيح للمستخدم إنشاء مي، وهو صورة رمزية مخصصة، يمكن استيرادها إلى الألعاب التي تدعم الميزة. تحتوي كلتا اللعبتين على شخصيات غير قابلة للعب تعمل كحكام لأحداث معينة.
يحتوي كلا الإصدارين من اللعبة على ثلاثة أوضاع لعب متشابهة: وضع الدائرة والمباراة الفردية ووضع المهمة. وضع الدائرة هو المكان الذي يتنافس فيه اللاعبون للحصول على أعلى الدرجات الإجمالية في سلسلة أحداث محددة مسبقًا أو يصممون دائرتهم الخاصة. في المباراة الفردية، يمكن للاعبين اختيار التنافس في كل حدث على حدة. وضع المهمة هو خيار لاعب واحد حيث يكون لكل من المنافسين ست مهام محددة للشخصيات لإكمالها، على الرغم من أن إحصائيات الشخصيات ليست متوازنة كما في اللعبة الرئيسية، مما يجعل المهام أكثر صعوبة. يمكن أن تحتوي الدائرة والمباراة الفردية في إصدار وي على لاعب إضافي واحد إلى ثلاثة لاعبين يتنافسون في وقت واحد بينما يمتلك نينتندو دي إس خيارًا إضافيًا مخصصًا للاعبين متعددين يسمى Versus Play. يدعم Versus Play ما يصل إلى أربعة أشخاص لاستخدام الإمكانات اللاسلكية لأجهزة نينتندو دي إس لتشغيل الأحداث. دي إس داونلود بلاي ممكن لمن ليس لديهم نسخة فيزيائية  من اللعبة، ولكن عدد الرياضات المتاحة يقتصر على ستة أحداث ولا يتوفر وضع الدائرة.
يتميز كلا الإصدارين بوضع المعرض حيث يمكن العثور على حقائق مختصرة عن الألعاب الأولمبية. هناك خمس فئات من التوافه المتعلقة بالألعاب الأولمبية التي ينظمها التاريخ والرياضيون، مع ألعاب صغيرة مقابلة ستفتح الإجابة على الأسئلة التافهة بمجرد الانتهاء. الموسيقى الكلاسيكية من كلا المجموعتين متاحة في المعرض بمجرد مسح جميع المستويات في الفئة. يحتوي الإصداران أيضًا على لوحات صدارة تستخدم نينتندو واي فاي كونيكشن لعرض أفضل الأوقات والنتائج في كل حدث.

### الأحداث
يتميز ماريو وسونيك في الألعاب الأولمبية بأحداث أولمبية أصلية للمباراة الفردية وأنماط الدائرة. تتبع الأحداث عن كثب القواعد واللوائح الخاصة بالرياضات المحددة. يتم تصنيف أنواع أحداث وي على أنها ألعاب القوى والجمباز والرماية والرماية والتجديف والألعاب المائية والمبارزة وتنس الطاولة. الأحداث المماثلة لها جوانب مختلفة من اللعب؛ على سبيل المثال، يعد الحصول على دفعة انطلاق في اندفاعة 100 متر أكثر أهمية من السباقات الأطول، نظرًا لأن الاندفاع القصير الأولي للسرعة الأكبر سيلعب دورًا أقل في الفوز في المسافات الطويلة. في أحداث التتابع، مثل تتابع 4 × 100 متر و 4 × 100 متر تتابع للألعاب المائية، يمكن للاعبين تجميع فرق مكونة من أربعة أحرف.
إلى جانب هذه الأحداث المنتظمة، هناك إصدارات بديلة من الأحداث الأولمبية تسمى «أحداث الأحلام». على عكس الأحداث العادية، فإن طريقة اللعب في أحداث الأحلام (Dream Events) مبالغ فيها. تجري أحداث الأحلام في مواقع وتستخدم كائنات من ألعاب قديمة من سلسلة سوبر ماريو وسونيك، وتسمح للاعبين باستخدام القدرات الخاصة للشخصيات وعرض اللحظات الدرامية بالحركة البطيئة.
على الرغم من أن إصدارات وي و دي أس من اللعبة تتميز في الغالب بنفس الأحداث، إلا أن كل إصدار له أحداث غير موجودة في الإصدار الآخر. سباقات التتابع والتجديف حصرية لإصدار وي. في المقابل، يحتوي إصدار دي أس على ركوب الدراجات وخمسة أحداث الأحلام- التجديف، والملاكمة، وكرة السلة، والوثب الطويل، وإطلاق النار على السكيت - غير موجودة في إصدار وي.

## التقييم
| نتائج المراجعة نشرة نقاط دي أس وي 1أب.كوم C+ [ 15 ] C+ [ 16 ] إدج غ/م 6/10 [ 17 ] إلكترونك غيمينغ مونثلي غ/م 6/10 [ 18 ] يورو غيمر 5/10 [ 19 ] 7/10 [ 20 ] غيم برو 3.25/5 [ 21 ] 3.50/5 [ 22 ] غيم سبوت 6.0/10 [ 23 ] 6.0/10 [ 24 ] آي جي إن 7.8/10 [ 25 ] 7.9/10 [ 26 ] إكس-بلاي غ/م [ 27 ] الدرجات الإجمالية غيم رانكينغز 69.06% [ 28 ] 68.01% [ 29 ] ميتاكريتيك 70/100 [ 30 ] 67/100 [ 17 ] |        |        |
| نتائج المراجعة |        |        |
| نشرة | نقاط   | نقاط   |
| نشرة | دي أس  | وي     |
| 1أب.كوم | C+     | C+     |
| إدج | غ/م    | 6/10   |
| إلكترونك غيمينغ مونثلي | غ/م    | 6/10   |
| يورو غيمر | 5/10   | 7/10   |
| غيم برو | 3.25/5 | 3.50/5 |
| غيم سبوت | 6.0/10 | 6.0/10 |
| آي جي إن | 7.8/10 | 7.9/10 |
| إكس-بلاي | غ/م    | [ 27 ] |
| الدرجات الإجمالية |        |        |
| غيم رانكينغز | 69.06% | 68.01% |
| ميتاكريتيك | 70/100 | 67/100 |